# Sullana
Sullana est une ville située au nord-ouest du Pérou dans la vallée du Río Chira.
La ville se trouve à 38 km au Nord de Piura, capitale de la région de Piura.
Sullana est fondée à la fin du XVIIIe siècle, le 8 juillet 1783.
Elle compte 162 434 habitants en 2007. 40 % de la population active est sans emploi ou a un emploi occasionnel.